# 南浩街
南浩街是苏州一条歷史悠久的商业街，北起阊门外吊桥，南通胥门万年桥，属于阊门商业区的核心部分。

## 历史
南浩街在1860年庚申之劫中被烧毁。近年重建。